# Roeselia bilineata
Roeselia bilineata är en fjärilsart som beskrevs av Gottfried Christian Reich 1936. Roeselia bilineata ingår i släktet Roeselia och familjen trågspinnare. Inga underarter finns listade.